# 나이트로셀룰로스
나이트로셀룰로스(Nitrocellulose)는 면화약, 플래쉬 페이퍼, 플래쉬 코튼이라고도 불리는 셀룰로스 중합체의 일종이다. 셀룰로스의 하이드로기(-OH)의 H가 질산화물로 치환된 형태이며, 치환기가 많을수록 폭발성과 폭발력이 크다. 치환이 덜 된 나이트로셀룰로스는 플라스틱, 잉크, 필름, 목재 코팅의 재료로 쓰인다.

## 발견
헨리 바르코넛(Henri Braconnot)이 1832년에 질산이 전분이나 나무 조직과 만났을 때 폭발하는 성질의 물질을 경량 만들어 낸다는 것을 발견했고, xyloïdine이라 명명했다. 이후 여러 과학자가 유사한 물질을 발견했으나 불안정하고 실용적으로 사용될 수 없었다.
그러나 1846년에 프리드리히 쇤바인(Christian Friedrich Schönbein)이 실험 도중 실수로 질산병을 엎어 황산과 혼합시킨 뒤 앞치마로 혼합액을 닦고 난로에 말려 큰 폭발을 일으켰고, 이를 통해 나이트로셀룰로스의 실용적인 제법을 발견해냈다.

## 제법
면화약을 제조할 때에는 황산과 질산의 혼합액에 셀룰로스를 녹여 만든다. 플라스틱이나 필름 등을 제작할 때에는 질산에 녹인 셀룰로스를 물과 섞어 만든다.
3HNO3+ C6H10O5 → C6H7(NO2)3O5 + 3H2O

## 용도

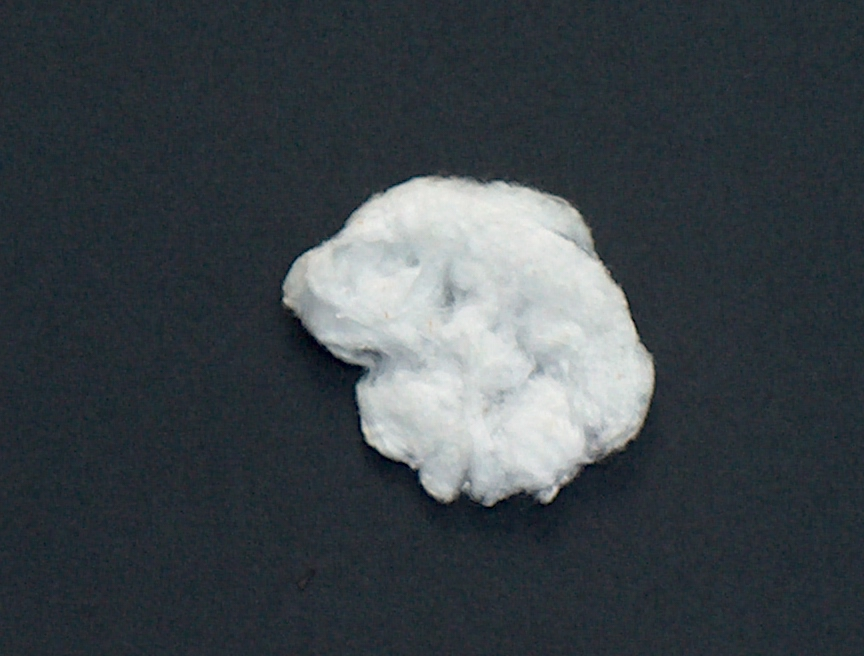
순수한 나이트로셀룰로스

- 1846년, 에터와 알코올에 가용성을 가지고 있는 것으로 밝혀져 콜로디온으로 드레싱에 사용되었다. 오늘날에는 국소 인공 피부에 응용된다.[4]
- 초창기 필름에 사용되었다.
- 마술에서 재나 연기를 남기지 않고 타서 사라지는 플래시 페이퍼에 사용한다.
- 1869년에 제작된 상아를 사용하지 않은 최초의 인공 플라스틱 당구공을 만드는데 사용되었다.

## 같이 보기
- PETN